# Estnischer Fußballpokal 1999/2000
Der Estnische Fußballpokal 1999/2000 war die zehnte Austragung des estnischen Pokalwettbewerbs der Männer.
Im Finale am 28. Mai 2000 kam es zur Neuauflage des letztjährigen Endspiels. FC Levadia Maardu konnte den Titel erfolgreich verteidigen.

## 1. Runde
Teilnehmer: 16 Teams der drittklassigen II Liiga und tiefer.
|                       | Ergebnis              |                        |
| --------------------- | --------------------- | ---------------------- |
| Rapla JK Atli         | 2:2 n. V. (5:6 i. E.) | FC Štrommi             |
| FC Concordia Tallinn  | 3:1                   | FC Flora Kehtna        |
| FC Tallinna Old Stars | 0:3                   | Maardu FS Junior       |
| Tallinna FC TTÜ       | 0:1                   | SK Tapa                |
| FC Toompea            | 0:3                   | Kohtla-Järve SK Järve  |
| Kehra JK Tempori      | 3:1                   | Kolgajärve SK Rada/HKL |
| Trummi SK             | 3:4 i. V.             | FC Irbis Kiviõli       |
| Pärnu SK Lemons       | 1 +:- 1               | Tartu Jalgpallikool    |

## 2. Runde
Teilnehmer: Die acht Sieger der 1. Runde, die sieben besten Zweitligisten 1999 (FC Kuressaare, FC Lootus Kohtla-Järve, FC Lelle, FC M.C. Tallinn, FC Maardu, FC Valga und KSK Vigri Tallinn), sowie Drittligameister JK Merkuur Tartu.
|                       | Ergebnis              |                        |
| --------------------- | --------------------- | ---------------------- |
| FC Concordia Tallinn  | 0:4                   | FC Maardu              |
| SK Tapa               | 2:5                   | FC Kuressaare          |
| FC Irbis Kiviõli      | 2:2 n. V. (3:1 i. E.) | JK Merkuur Tartu       |
| Maardu FS Junior      | 1:1 n. V. (5:6 i. E.) | FC M.C. Tallinn        |
| Kehra JK Tempori      | 0:3                   | FC Valga               |
| FC Štrommi            | 4:0                   | FC Lelle               |
| Pärnu SK Lemons       | 0:5                   | KSK Vigri Tallinn      |
| Kohtla-Järve SK Järve | 0:4                   | FC Lootus Kohtla-Järve |

## Achtelfinale
Teilnehmer: Die acht Sieger der 2. Runde und die sieben besten Erstligisten 1999 (FC Flora Tallinn, FC Lantana Tallinn, FC Levadia Maardu, SK Lelle, JK Trans Narva, FC TVMK Tallinn und Viljandi JK Tulevik), die alle auswärts antraten.
|                   | Ergebnis  |                        |
| ----------------- | --------- | ---------------------- |
| FC Štrommi        | 1:0       | JK Trans Narva         |
| FC Valga          | 1:5       | FC TVMK Tallinn        |
| FC M.C. Tallinn   | 2:6       | FC Lootus Kohtla-Järve |
| FC Maardu         | 0:1 n. V. | FC Lantana Tallinn 2   |
| FC Kuressaare     | 2:4       | FC Levadia Maardu      |
| FC Irbis Kiviõli  | 1:7       | Viljandi JK Tulevik    |
| KSK Vigri Tallinn | 0:1       | Lelle SK 3             |
| FC Flora Tallinn  | Freilos   |                        |

## Viertelfinale
|                     | Gesamt |                        | Hinspiel | Rückspiel |
| ------------------- | ------ | ---------------------- | -------- | --------- |
| FC Štrommi          | 00:15  | FC Levadia Maardu      | 0:6      | 0:9       |
| FC Flora Tallinn    | 6:0    | FC Valga               | 2:0      | 4:0       |
| Viljandi JK Tulevik | 3:2    | FC Lootus Kohtla-Järve | 2:1      | 1:1       |
| JK Pärnu Tervis     | 1:9    | FC TVMK Tallinn        | 0:7      | 1:2       |

## Halbfinale
|                     | Gesamt |                   | Hinspiel | Rückspiel |
| ------------------- | ------ | ----------------- | -------- | --------- |
| Viljandi JK Tulevik | 2:1    | FC Flora Tallinn  | 2:0      | 0:1       |
| FC TVMK Tallinn     | 1:6    | FC Levadia Maardu | 1:3      | 0:3       |

## Finale
| Paarung             | FC Levadia Maardu – Viljandi JK Tulevik |
| Ergebnis            | 2:0 (0:0) |
| Datum               | 28. Mai 2000 |
| Stadion             | Kalevi staadion, Pärnu |
| Zuschauer           | 500 |
| Schiedsrichter      | Sten Kaldma |
| Tore                | 1:0 Indro Olumets (65.) 2:0 Liivo Leetma (76.) |
| FC Levadia Maardu   | Sergei Pareiko – Andrei Krasnopjorov, Igor Prins, Eduard Vinogradov, Konstantin Kolbassenko – Liivo Leetma, Andrei Krõlov (82. Sergei Bragin), Indro Olumets, Vitali Leitan (56. Vladimir Tšelnokov) – Dalius Staleliunas, Toomas Krõm (88. Dmitri Kirillov) Cheftrainer: Sergei Ratnikov |
| Viljandi JK Tulevik | Martin Kaalma – Raivo Nõmmik, Marek Lemsalu, Vitali Vink, Gert Olesk – Tomas Sirevicius (82. Janek Meet), Marko Lelov, Teet Allas, Andre Anis (82. Vahur Vahtramäe) – Marius Dovydenas, Dmitri Ustritski Cheftrainer: Aivar Lillevere                                                     |
| Gelbe Karten        | Andrei Krõlov – Tomas Sirevicius |